# Pfarrkirche Reingers

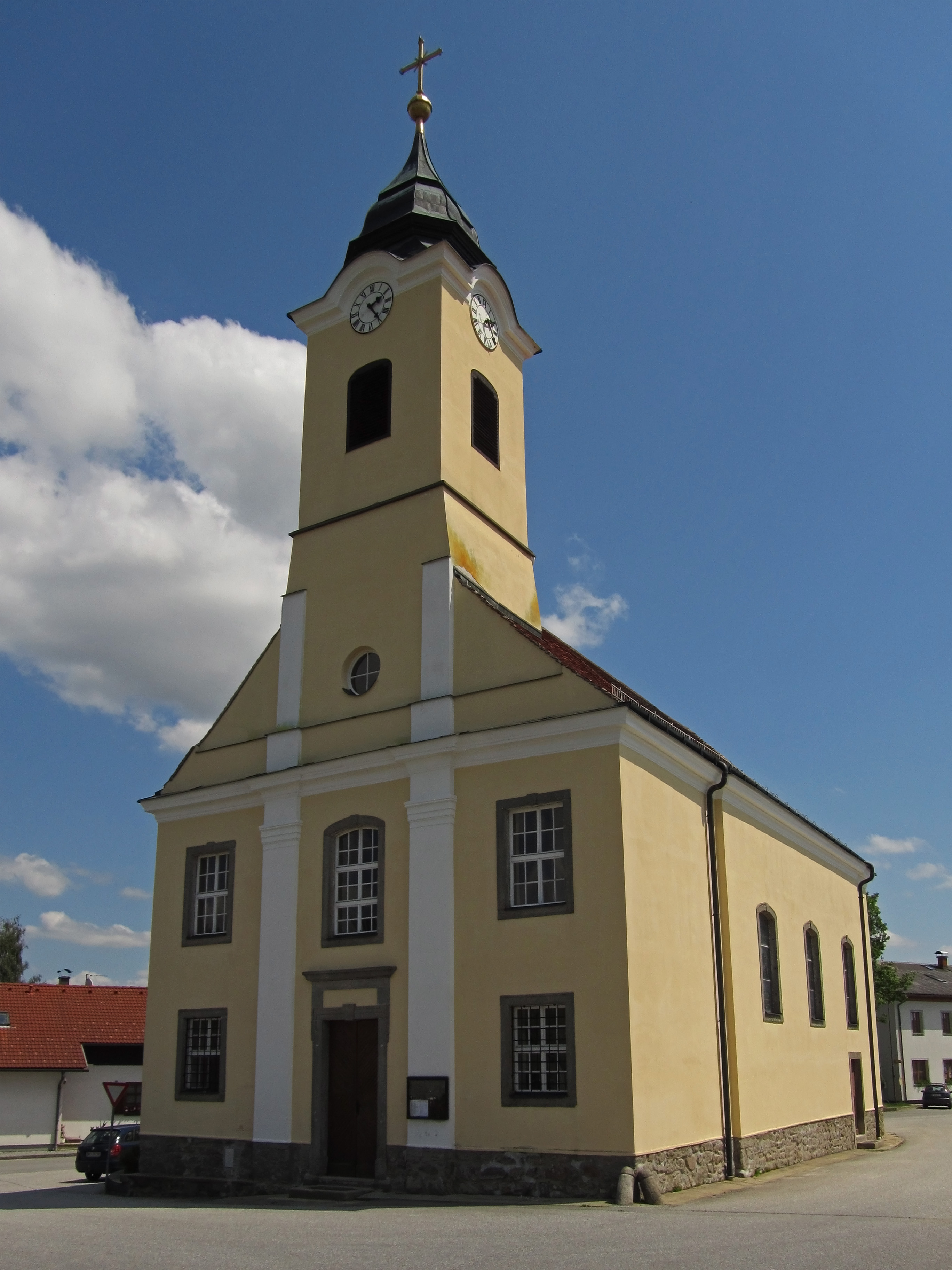
Katholische Pfarrkirche Hl. Dreifaltigkeit in Reingers

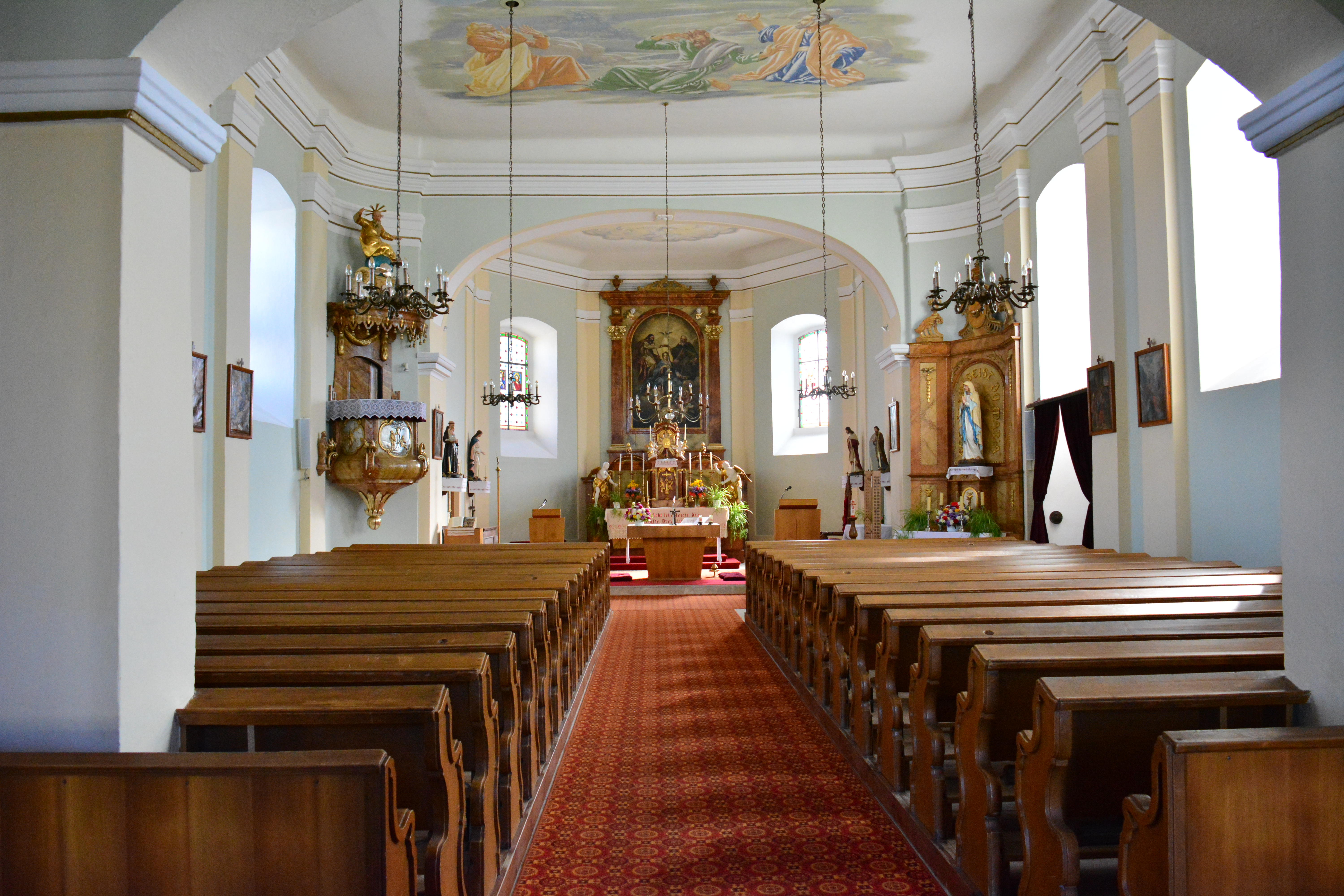
Langhaus, Blick zum Chor

Die Pfarrkirche Reingers steht in der Mitte des Ortes in der Gemeinde Reingers im Bezirk Gmünd in Niederösterreich. Die auf die heilige Dreifaltigkeit geweihte römisch-katholische Pfarrkirche gehört zum Dekanat Gmünd in der Diözese St. Pölten. Die Kirche steht unter Denkmalschutz (Listeneintrag).

## Geschichte
Reingers erhielt im Jahr 1755 eine steinerne Kapelle, die 1761 benediziert und mit einer Messlizenz versehen wurde. 1765 wurde in der Kapelle viermal im Jahr Messe gehalten. Wegen der relativ großen Entfernung zur Litschauer Pfarrkirche besuchten viele Ortsbewohner die Sonntagsmesse im näheren Neubistritz (Nová Bystřice). Infolge der späteren josephinischen Reformen wurde Reingers 1784 zur Pfarre erhoben, die Kapelle von 1755 wieder abgerissen und eine neue, größere Kirche errichtet.
Die Pfarrei wurde 1784 gegründet und damit die Josephinische Saalkirche mit einem Fassadenturm von 1784 bis 1807 erbaut. 1882 und 1912 wurde die Kirche renoviert.

## Architektur
Das dreiachsige Langhaus mit einem eingezogenen Fünfseitchor mit einer Pilastergliederung hat Flachbogenfenster und ein Rechteckportal. Ostseitig am Chor ist die Sakristei angebaut. Der quadratische Nordturm mit einem Glockenhelm ist in die Giebelfassade eingefügt.
Der weite Saalraum und der Chor haben Flachdecken über einem Kehlgesims auf in der Saalmitte verdoppelten Pilastern. Die Orgelempore mit einer marmorierten Brüstung steht auf gedrückten Pfeilerarkaden. Die Glasmalerei Barbara, Notburga, Agnes, Johannes Nepomuk, Florian, Leonhard von 1912 schuf Ostermann und Hartwein in München. Die Deckenmalerei Transfiguration Christi malte der Maler Friedrich Krämer (1951).

## Ausstattung
Der nachbarocke marmorierte Hochaltar aus dem 19. Jahrhundert wurde aus der aufgehobenen Paulanerklosterkirche Klášter hierher übertragen. Das Altarblatt zeigt die Krönung Mariens. Der rechte nachbarocke Seitenaltar aus dem 19. Jahrhundert ist ein ehemaliger Johannes-Nepomuk-Altar. Die Kanzel mit Korbreliefs Paradies, Sündenfall und Vertreibung aus dem Paradies und mit der Figur Gottvater auf dem Schalldeckel entstand um 1800. Der Taufstein aus marmoriertem Holz entstand um 1800. Die Kreuzwegbilder sind aus der 1. Hälfte des 19. Jahrhunderts.
Die Orgel mit 10 Registern baute Johann M. Kauffmann 1939.